# Шарівська сільська рада (Ярмолинецький район)
Ша́рівська сільська́ ра́да — колишня адміністративно-територіальна одиниця та орган місцевого самоврядування в Ярмолинецькому районі Хмельницької області. Адміністративний центр — село Шарівка.

## Загальні відомості
- Територія ради: 29,41 км²
- Населення ради: 1 212 особи (станом на 2001 рік)
- Територією ради протікає річка Ушиця

## Населені пункти
Сільській раді підпорядковані населені пункти:
- с. Шарівка

## Склад ради
Рада складається з 16 депутатів та голови.
- Голова ради: Карпалюк Василь Григорович
- Секретар ради: Мусатова Римма Миколаївна

### Керівний склад попередніх скликань
| Прізвище, ім'я, по батькові | Основні відомості                                                         | Дата обрання | Дата звільнення |
| --------------------------- | ------------------------------------------------------------------------- | ------------ | --------------- |
| Фокша Сергій Вікторович     | Сільський голова, 1961 року народження                                    | 26.03.2006   | 31.10.2010      |
| Карпалюк Василь Григорович  | Сільський голова, 1961 року народження, освіта вища, член Народної партії | 31.10.2010   |                 |

Примітка: таблиця складена за даними сайту Верховної Ради України

### Депутати
За результатами місцевих виборів 2010 року депутатами ради стали:

#### За суб'єктами висування
| Суб'єкт висування | Кількість обраних депутатів | %    |
| ----------------- | --------------------------- | ---- |
| Самовисування     | 10                          | 62,5 |
| Народна партія    | 6                           | 37,5 |

#### За округами
| № округу       | Прізвище, ім'я, по батькові       | Дата визнання обраним | Освіта  | Партійна приналежність      | Відомості про обраного депутата                                       |
| -------------- | --------------------------------- | --------------------- | ------- | --------------------------- | --------------------------------------------------------------------- |
| Народна Партія |                                   |                       |         |                             |                                                                       |
| 5              | Клим Ганна Михайлівна             | 05.11.2010            | середня | член Народної партії        | ХНУ, охоронець                                                        |
| 6              | Охотнік Галина Володимирівна      | 05.11.2010            | вища    | член Народної партії        | Магазин «Економ», продавець                                           |
| 7              | Здоровик Олена Василівна          | 05.11.2010            | середня | член Народної партії        | Шарівська ЛАЗНСМ, терапевтична сестра                                 |
| 9              | Зубрій Любов Романівна            | 05.11.2010            | вища    | член Народної партії        | Шарівська загальноосвітня школа, вчитель                              |
| 12             | Монастирський Федір Володимирович | 05.11.2010            | середня | член Народної партії        | ХНУ, охоронник                                                        |
| 13             | Франчук Оксана Василівна          | 05.11.2010            | вища    | член Народної партії        | Шарівська загальноосвітня школа, вчитель                              |
| Самовисування  |                                   |                       |         |                             |                                                                       |
| 2              | Дейнека Святослав Адольфович      | 05.11.2010            | вища    | член Єдиного Центру         |                                                                       |
| 3              | Борбуцька Наталія Володимирівна   | 05.11.2010            | середня | позапартійна                | дошкільний навчальний заклад «Білочка», вихователь                    |
| 4              | Каліновська Любов Іванівна        | 05.11.2010            | вища    | член Єдиного Центру         | Шарівська загальноосвітня школа, вчитель                              |
| 8              | Дейнека Ігор Васильович           | 05.11.2010            | вища    | позапартійний               | Шарівська загальноосвітня школа, вчитель                              |
| 10             | Степанчук Анатолій Панасович      | 05.11.2010            | середня | позапартійний               | ЗАТ «Бакалія», водій                                                  |
| 11             | Кравченко Олена Григорівна        | 05.11.2010            | середня | позапартійна                | ХОПЛ, сестра-господиня                                                |
| 14             | Муратова Римма Миколаївна         | 05.11.2010            | вища    | позапартійна                | Шарівська сільська рада, секретар                                     |
| 15             | Доротюк Володимир Михайлович      | 05.11.2010            | середня | член Народного Руху України |                                                                       |
| 16             | Хрущ Наталія Петрівна             | 05.11.2010            | середня | член Народної партії        | Шарівська амбулаторія загальної практики — сімейної медицини, фельшер |